# Maison des notaires
La Maison des notaires est un bâtiment commercial de l'île de La Réunion, département et région d'outre-mer français dans le sud-ouest de l'océan Indien. Ancienne case créole construite dans la seconde moitié du XVIIIe siècle, la maison est située dans le centre-ville de Saint-Denis à la croisée des rues La Bourdonnais et Jean-Chatel. Depuis le 29 mars 1996, il est inscrit à l'inventaire supplémentaire des Monuments historiques,. Le bâtiment accueille actuellement une agence de la BRED Banque populaire.

## Histoire
À l'origine il s'agit d'une maison urbaine, construite à la fin du 18e siècle. Elle abritait les magasins au rez-de-chaussée et les appartements à l'étage.